# António André
António dos Santos Ferreira André (Vila do Conde, 24 dicembre 1957) è un allenatore di calcio ed ex calciatore portoghese, di ruolo centrocampista.
Anche suo figlio André è un calciatore.

## Palmarès

### Competizioni nazionali
- Campionato portoghese: 7

Porto: 1984-1985, 1985-1986, 1987-1988, 1989-1990, 1991-1992, 1992-1993, 1994-1995
- Coppa del Portogallo: 3

Porto: 1987-1988, 1990-1991, 1993-1994
- Supercoppa di Portogallo: 6

Porto: 1984, 1986, 1990, 1991, 1993, 1994

### Competizioni internazionali
- UEFA Champions League: 1

Porto: 1986-1987
- Supercoppa UEFA: 1

Porto: 1987
- Coppa Intercontinentale: 1

Porto: 1987